# Écommoy
Ecommoy – miejscowość i gmina we Francji, w regionie Kraj Loary, w departamencie Sarthe.
Według danych na rok 1990 gminę zamieszkiwało 4235 osób, a gęstość zaludnienia wynosiła 149 osób/km² (wśród 1504 gmin Kraju Loary Ecommoy plasuje się na 101. miejscu pod względem liczby ludności, natomiast pod względem powierzchni na miejscu 316.).